# Bordskåner
En bordskåner er en genstand, der bliver brugt til at stille f.eks.  gryder eller fade  på, for at bordet ikke bliver skadet af varmen fra den genstand, men stiller på den. Dette er især gavnligt ved træborde, som ikke tåler fugt. Den kan være lavet af flere forskellige materialer såsom kork, metal, gummi og læder, og kan have forskellige former og udformninger. Den kan f.eks. bestå af én genstand, der kan være f.eks. rund eller firkantet, eller kan bestå af flere stykker materiale sat sammen, så den kan blive f.eks. krydsformet eller trekantet.
| Møbler og inventar | Spire Denne artikel om møbler og inventar er en spire som bør udbygges. Du er velkommen til at hjælpe Wikipedia ved at udvide den. |